# بابلو فالكارسي
بابلو فالكارسي (بالإسبانية: Pablo Valcarce Vidal)‏ (3 فبراير 1993 ببونفيرادا في إسبانيا - ) هو لاعب كرة قدم إسباني في مركز الهجوم. لعب مع نومانسيا وCD Numancia B ‏ وSD Ponferradina B ‏.

## وصلات خارجية
- بابلو فالكارسي على موقع قاعدة بيانات كرة القدم.إي يو (الإنجليزية)
- بابلو فالكارسي على موقع Soccerway.com (الإنجليزية)
- بابلو فالكارسي على موقع AS.com (الإسبانية)